# 영 MC
마빈 영(영어: Marvin Young, 1967년 5월 10일 ~ )는 영 MC(영어: Young MC)라는 무대 이름으로 잘 알려진 영국 태생의 미국 래퍼, 가수 그리고 배우이다. 그는 1989년 히트곡 "Bust a Move"로 잘 알려져 있다. 그의 데뷔 앨범 Stone Cold Rhymin'은 국제적인 찬사를 받았지만, 후속 앨범들은 같은 수준의 성공을 거두지 못했다. 영은 또한 배우로 영화에 카메오로 출연했으며 여러 텔레비전 프로그램에도 출연했다.